# Psalydolytta flavilabris
Psalydolytta flavilabris là một loài bọ cánh cứng trong họ Meloidae. Loài này được Mäklin miêu tả khoa học lần đầu tiên vào năm 1875.